# Extraterrestrischer Ozean

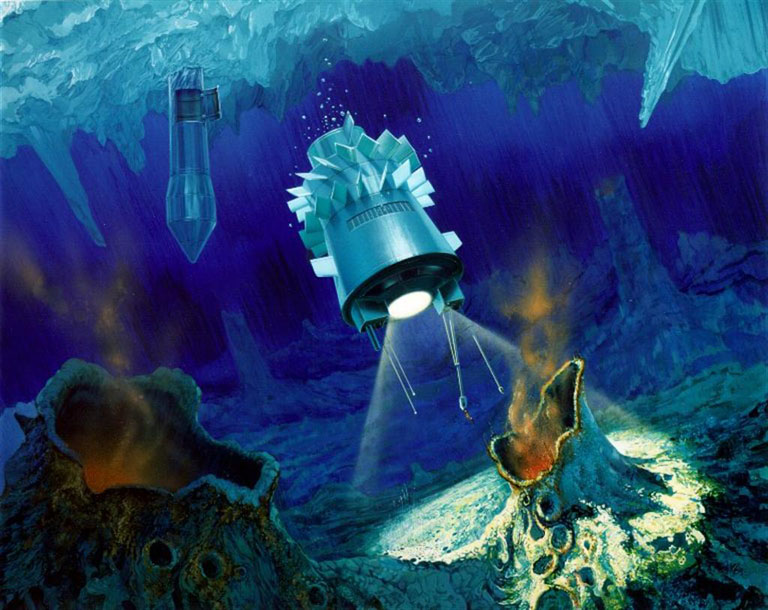
Künstlerische Darstellung: Ein Kryobot setzt einen Hydrobot in Europas hypothetischem Ozean aus.

Extraterrestrischer Ozean ist eine Bezeichnung für einen Ozean, der entweder an der Oberfläche oder in tieferen Schichten eines außerirdischen Himmelskörpers vorhanden ist. (Siehe auch: Aquasphäre.)
Bislang konnten für die Jupitermonde Europa, Ganymed und Kallisto Ozeane sowie für den Saturnmond Enceladus Ozeane unter ihrer Oberfläche nachgewiesen werden und auf einigen anderen Eismonden der äußeren Planeten werden weitere Ozeane vermutet. Während die Astronomen früherer Jahrhunderte auf dem Erdmond und auf mehreren Planeten des Sonnensystems Ozeane vermuteten, geht man heute davon aus, dass es dort keine Ozeane gibt. Außerhalb des Sonnensystems könnte es auch Ozeanplaneten geben, deren Oberfläche gänzlich mit Wasser bedeckt ist.
Die Erforschung möglicher extraterrestrischer Ozeane zählt zu einem wichtigen Ziel aktueller Weltraumforschungen.

## Historische Hypothesen

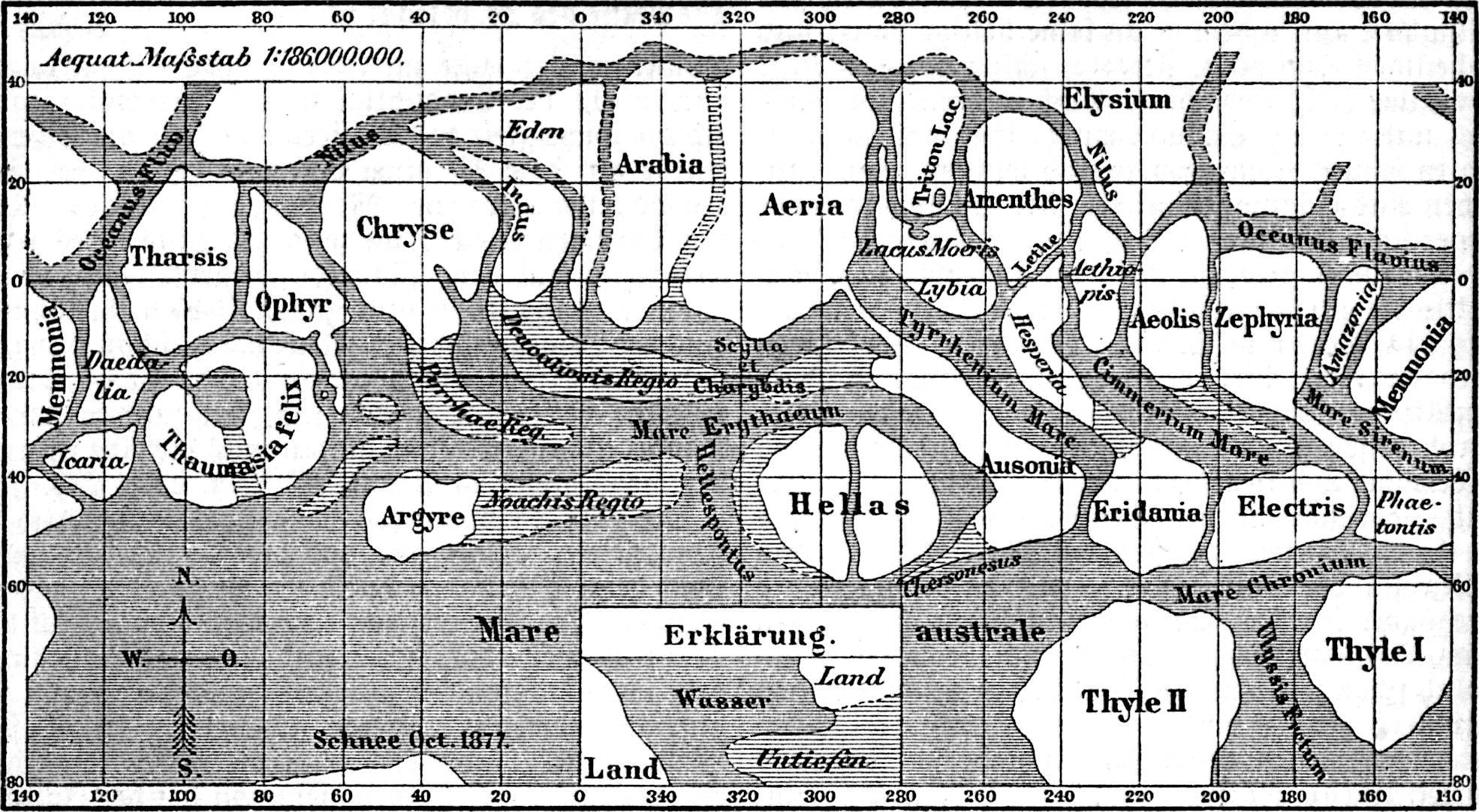
Historische Karte des Mars von Giovanni Schiaparelli

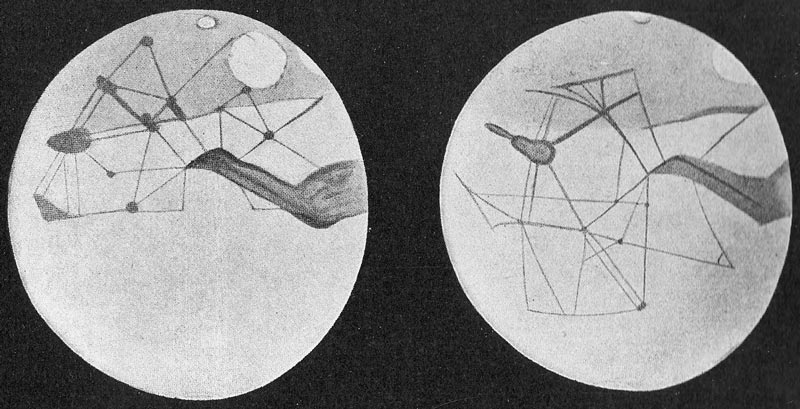
Marskanäle, illustriert vom Astronomen Percival Lowell, 1898

In der Frühzeit der Mondforschung hielt man die dunklen Flächen des Erdmondes für Meere, deshalb wurden sie nach Giovanni Riccioli als maria bezeichnet. Galileo Galilei hegte allerdings bereits 1632 in seinem Buch Dialogo sopra i due massimi sistemi del mondo (Dialog über die zwei wichtigsten Weltsysteme, das ptolemäische und das kopernikanische) Zweifel an dieser These. Tatsächlich sind die Maria des Mondes nur dunkle Tiefebenen.
Ähnliches dachte man auch vom Mars. Auch dessen dunkle Oberflächenmerkmale, die in Teleskopen sichtbar sind, wurden einst für Meere gehalten und erhielten Namen wie Mare Erythraeum, Mare Sirenum oder Aurorae Sinus. Diese Namen werden jedoch heute nicht mehr verwendet. Im späten 18. Jahrhundert beschrieb William Herschel erstmals ein Aufsteigen und Absinken der Polkappen des Mars mit dem Wechsel der Jahreszeiten auf der jeweiligen Hemisphäre. Bereits Mitte des 19. Jahrhunderts wussten die Astronomen, dass der Mars einige Ähnlichkeiten mit der Erde aufweist, etwa dass die Länge eines Marstages (Sol genannt) beinahe gleich lang wie ein Tag auf der Erde ist. Auch wussten sie, dass seine Achsneigung ähnlich der der Erde ist, was bedeutet, dass der Mars ebenfalls Jahreszeiten wie die Erde besitzt. Diese dauern aber fast doppelt so lange, da ein Marsjahr mit 687 Tagen viel länger dauert. 1854 theoretisierte William Whewell, der Mars habe Ozeane, Land und möglicherweise Lebensformen. Nach Teleskopbeobachtungen der Marskanäle, die sich später als optische Täuschung herausstellten, explodierten Ende des 19. Jahrhunderts die Spekulationen über Leben auf dem Mars förmlich. So veröffentlichte der amerikanische Astronom Percival Lowell 1895 sein Buch Mars, gefolgt von Mars and its Canals (Mars und seine Kanäle) 1906, in denen er vorschlug, dass die Kanäle die Arbeiten einer längst vergangenen Zivilisation wären.
Auch von der Venus glaubte man lange Zeit, dass es auf ihr Ozeane aus Wasser gebe. Frühe Astronomen konnten nur eine Welt gehüllt in Wolken erkennen. Da man Wolken mit Wasser verband, nahm man an, dass es unter dieser Wolkendecke unaufhörlich regnen müsse und folglich sehr viel Wasser vorhanden war. Dieser Glaube hielt sich bis in die Anfänge der Raumfahrt, als die Mariner-2-Sonde am 14. Dezember 1962 erstmals Messdaten von der Venus zur Erde schickte und so zeigte, dass Venus kein Planet mit feuchtwarmem Klima ist. Es gibt zwar große Mengen Schwefelsäure in der Venusatmosphäre, diese regnet jedoch nicht bis auf die Oberfläche ab.

## Eismonde

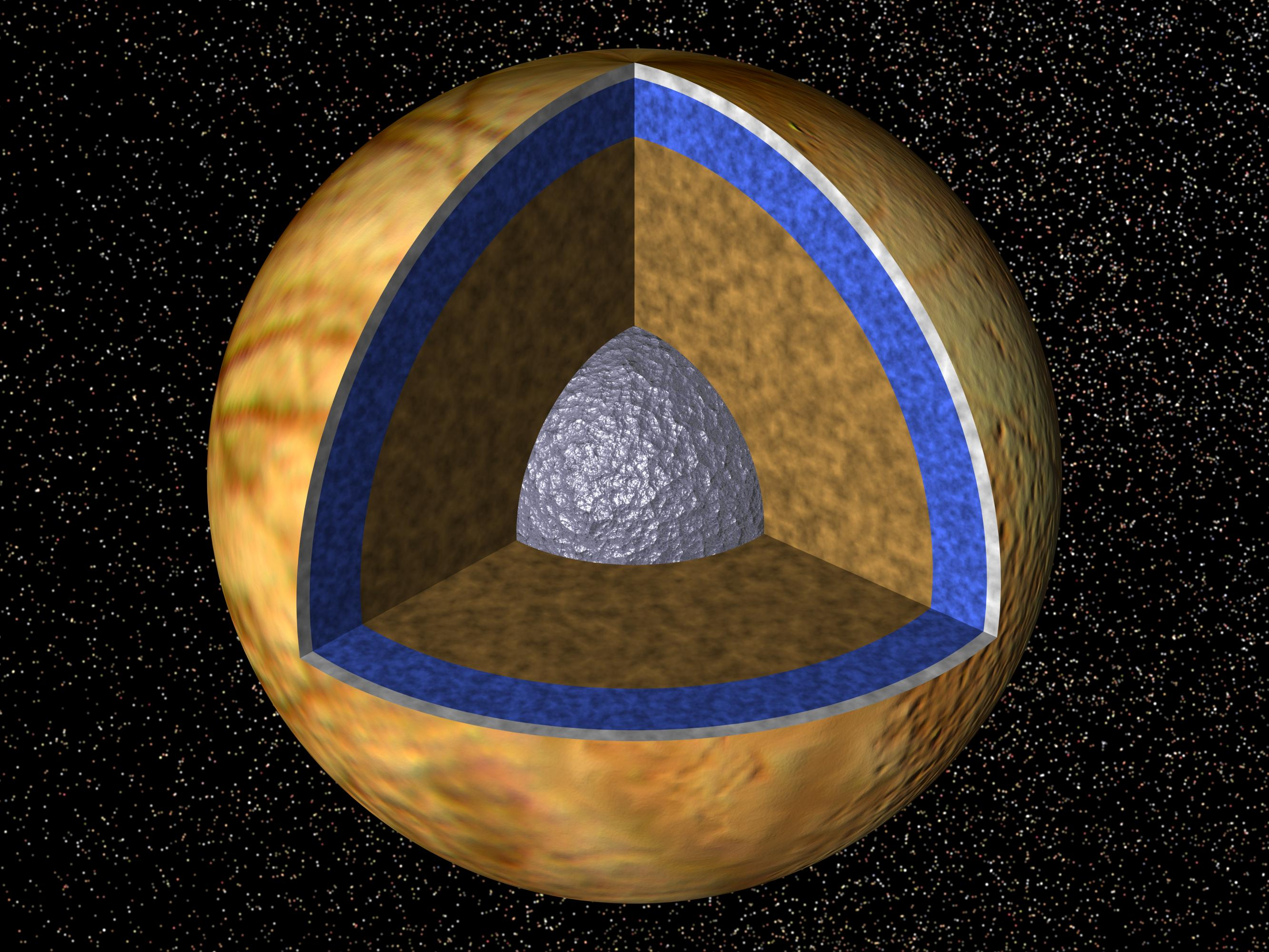
Innerer Aufbau von Europa: Der Kern besteht aus Eisen oder Nickel, umgeben von einer Gesteinsschicht. Darüber befindet sich ein möglicher Ozean. Die Oberfläche wird aus Eis gebildet.

Neben den vier nachgewiesenen Ozeanen auf Europa, Ganymed, Kallisto, und Enceladus, wird ebenfalls ein unter einer Eiskruste verborgener Ozean vermutet
- auf den Saturnmonden Titan und Dione sowie Mimas
- auf den Uranusmonden Titania und Oberon.

Außerdem wird ein ammoniakreicher Ozean auf dem Neptunmond Triton vermutet.
Damit Wasser unterhalb der Oberfläche in flüssiger Form existieren kann, sind verschiedene Faktoren ausschlaggebend:
- Wärme: Durch Gezeitenkräfte, verursacht durch die Riesenplaneten und durch Nachbarmonde, gibt es Verformungen der Mondkörper, wodurch deren innere Materialien gegeneinander reiben. Durch die Reibung werden Teile der Bewegungsenergie in thermische Energie gewandelt. Auch radioaktiver Zerfall im Kern des Mondes könnte Wärmeenergie freisetzen.
- Im Wasser gelöste Salze reduzieren den Schmelzpunkt.
- Hoher Druck reduziert den Schmelzpunkt.

Für die zukünftige Erforschung solcher Aquasphären könnten Technologien zum Einsatz kommen (z. B. Kryobots), die auf der Erde an den subglazialen Seen der Antarktis erprobt werden. An diesen irdischen subglazialen Seen kann auch die Entwicklung von Leben unter ähnlich extremen Bedingungen erforscht werden.
Im Jahr 2015 wurde der Pluto-Begleiter Charon von der Raumsonde New Horizons untersucht und es fanden sich Hinweise auf einen ehemaligen unterirdischen Ozean, der jedoch inzwischen gefroren ist.

## Ehemalige extraterrestrische Ozeane

### Mars
Der Mars erscheint heute als trockener Wüstenplanet. Die bislang vorliegenden Ergebnisse der Marsmissionen lassen jedoch den Schluss zu, dass die Marsatmosphäre in der Vergangenheit (vor Milliarden Jahren) wesentlich dichter war und auf der Oberfläche des Planeten reichlich flüssiges Wasser vorhanden war. Heute besitzt er eine sehr dünne Atmosphäre, wodurch Wasser nicht mehr in flüssiger Form auf der Marsoberfläche existieren kann, ausgenommen kurzzeitig in den tiefstgelegenen Gebieten. 

### Venus
Infrarotmessungen der „Galileo“-Sonde aus dem Jahr 1990, die 2009 erneut ausgewertet wurden, deuten darauf hin, dass die Venus einst Ozeane und tektonische Aktivitäten besessen haben könnte.

## Außerhalb des Sonnensystems
Die derzeitigen Beobachtungstechniken reichen nicht aus, Ozeane auf Planeten oder Monden anderer Sterne nachweisen zu können. Lediglich bei einigen wenigen Exoplaneten gelang der Nachweis von Wasserdampf in der Atmosphäre, etwa bei Gliese 1214b.